# 黑尾叉牙七鰓鰻
黑尾叉牙七鰓鰻（學名：Lethenteron kessleri），為圓口綱七鰓鰻目七鰓鰻科叉牙七鰓鰻屬的一種，分布於亞洲西伯利亞及庫頁島淡水流域，本魚軀幹肌節65-73，口上板，單尖牙2顆，很少3顆；口下板，牙齒5-10顆，通常6-8顆，最外側的牙齒為單尖牙或雙尖牙，橫舌板，單尖齒多數，中尖齒增大；縱舌片呈括號狀，每片具多數單尖齒，第二背鰭頂端附近有一深色斑點，尾鰭鏟狀，體長可達26公分，棲息在水質清澈、沙石底質的溪流、湖泊，幼魚壽命為6年以上，變態開始於七月底八月初，完成於十月底至十一月中旬，幼魚以矽藻及有機碎屑為食，成魚非寄生型，不進食。